# Баужинскас, Альфонсас Гаспаро
Альфо́нсас Гаспа́ро Баужи́нскас (лит. Alfonsas Gasparo Baužinskas; род. 1 апреля 1908, Режгаляй) ― литовский валторнист и музыкальный педагог, артист оркестра Литовского театра оперы и балета, доцент Вильнюсской консерватории, заслуженный артист Литовской ССР (1954).

## Биография
Альфонсас Баужинскас окончил Клайпедскую консерваторию по классу валторны Э. Каутского в 1930 году. С 1930 по 1968 год он был солистом оркестра Литовского театра оперы и балета. Занимался также камерной музыкой, в том числе сотрудничал со струнным квартетом Литовской филармонии. С 1934 года Баужинскас преподавал в Вильнюсской консерватории. В 1954 году ему было присвоено звание заслуженный артист Литовской ССР. В 1968 году он стал доцентом Вюльнюсской консерватории.